# Связь через электрическую сеть
Связь через электрическую сеть (англ. Power-line communication, PLC) — термин, описывающий несколько технологий для передачи цифровой информации по проводам, которые одновременно используются для передачи электроэнергии. Передаваемой информацией может быть как голос, так и данные. Общим в технологиях связи через электрическую сеть является наложение полезного сигнала поверх стандартного переменного тока частотой 50 или 60 Гц. Через электрическую сеть может осуществляться как широкополосная передача (BPL, англ. Broadband over Power Lines), обеспечивающая скорость до 500 Мбит/с, так и узкополосная (N-PLC, англ. Narrowband PLC) со скоростями до 1 Мбит/с.

## Использование связи через электрическую сеть для управления энергосистемой
Ещё на заре развития энергосетей встал вопрос о передаче диспетчерской информации от одного энергоузла к другому. Использование для этих целей телефонных и телеграфных линий, прокладывавшихся параллельно ЛЭП, считалось нерациональным, поэтому уже в начале XX века в сетях постоянного тока (см. война токов) в США применялась передача телеграфных сигналов непосредственно по проводам ЛЭП. Позже, с развитием средств радиосвязи, подобная методика стала применима и для сетей переменного тока.
Передача диспетчерской информации по проводам электрической сети широко применяется как один из основных видов связи. Приёмопередатчик подключается к электрической сети через фильтр присоединения, образованный из конденсатора малой ёмкости (2,2 — 6,8 нанофарада) и высокочастотного трансформатора (автотрансформатора). Подобная система позволяет передавать как голосовую информацию, так и данные телеметрии и телеуправления.

## Использование электрической сети для других целей связи
Технология PLC базируется на использовании силовых электросетей для высокоскоростного информационного обмена. Эксперименты по передаче данных по электросети велись достаточно давно, но низкая скорость передачи и слабая помехозащищённость были наиболее узким местом данной технологии. Появление более мощных DSP-процессоров (цифровые сигнальные процессоры) дало возможность использовать более сложные способы модуляции сигнала, такие как OFDM-модуляция, что позволило значительно продвинуться вперёд в реализации технологии PLC.
В 2000 году несколько крупных лидеров на рынке телекоммуникаций объединились в HomePlug Powerline Alliance с целью совместного проведения научных исследований и практических испытаний, а также принятия единого стандарта на передачу данных по системам электропитания. Прототипом PowerLine является технология PowerPacket фирмы Intellon, положенная в основу для создания единого стандарта HomePlug 1.0 (принят альянсом HomePlug 26 июня 2001 года), в котором определена скорость передачи данных до 14 Мб/сек.
- HomePlug 1.0 (2001)
- HomePlug AV (2005) — скорость передачи данных до 500 Мбит/с
- HomePlug AV2 (2012)

## Технические основы технологии PLC
Основой технологии PowerLine является использование частотного разделения сигнала, при котором высокоскоростной поток данных разбирается на несколько относительно низкоскоростных потоков, каждый из которых передаётся на отдельной поднесущей частоте с последующим их объединением в один сигнал. Реально в технологии PowerLine используются 1536 поднесущих частот с выделением 84 наилучших в диапазоне 2—34 МГц.
При передаче сигналов по бытовой электросети могут возникать большие затухания в передающей функции на определённых частотах, что может привести к потере данных. В технологии PowerLine предусмотрен специальный метод решения этой проблемы — динамическое включение и выключение передачи сигнала (dynamically turning off and on data-carrying signals). Суть данного метода заключается в том, что устройство осуществляет постоянный мониторинг канала передачи с целью выявления участка спектра с превышением определённого порогового значения затухания. В случае обнаружения данного факта использование этих частот на время прекращается до восстановления нормального значения затухания, а данные передаются на других частотах.
Существует также проблема возникновения импульсных помех (до 1 микросекунды), источниками которых могут быть галогенные лампы, а также включение и выключение мощных бытовых электроприборов, оборудованных электрическими двигателями.

## Применение PLC-технологии

### Подключение к Интернету
В настоящее время подавляющее большинство конечных подключений осуществляется посредством прокладки кабеля от высокоскоростной линии до квартиры или офиса пользователя. Это наиболее дешёвое и надёжное решение, но если прокладка кабеля невозможна, то можно воспользоваться имеющейся в каждом здании системой силовых электрических коммуникаций. При этом любая электрическая розетка в здании может стать точкой выхода в Интернет. От пользователя требуется только наличие PowerLine-модема для связи с аналогичным устройством, установленным, как правило, в электрощитовой здания и подключённым к высокоскоростному каналу. PLC может быть хорошим решением «последней мили» в коттеджных посёлках и в малоэтажной застройке, в связи с тем, что традиционные провода стоят в несколько раз дороже PLC.

### Малый офис (SOHO)
PowerLine-технология может быть использована при создании локальной сети в небольших офисах (до 10 компьютеров), где основными требованиями к сети являются простота реализации, мобильность устройств и лёгкая расширяемость. При этом как вся офисная сеть, так и отдельные её сегменты могут быть построены с помощью PowerLine-адаптеров. Часто встречается ситуация, когда необходимо включить в уже существующую сеть удалённый компьютер или сетевой принтер, расположенный в другой комнате или в другом конце здания. Такая проблема легко решается с помощью PowerLine-адаптеров.

### Домашние коммуникации
PowerLine-технология может быть использована при реализации идеи «умного дома», где вся бытовая электроника связана в единую информационную сеть с возможностью централизованного управления.

### Автоматизация
В связи с тем, что PLC использует готовые коммуникации, PowerLine-технология может быть использована в автоматизации технологических процессов, связывая блоки автоматизации по электропроводам или другим видам проводов.

### Системы безопасности
В связи с тем, что PLC может работать на различных проводах (не обязательно электрических), применение в ОПС вполне реализуемо также и для систем видеонаблюдения объектов.

## Преимущества
- Простота использования — не требуется прокладка отдельного кабеля.
- Можно использовать любые другие провода, в том числе и контактные сети электротранспорта и метро.
- Оперативность при развёртывании сети передачи данных — электрические провода есть почти везде.
- Не требуется регистрация оборудования как радиочастотного, несмотря на то, что мощность передатчика составляет 75 мВт, а это создаёт уровень помех, превышающий допустимые ГОСТом нормы по ЭМС.
- В случае, если каким-то образом есть влияние на какие-то частоты, в PLC-оборудовании предусмотрен механизм подавления сигнала в заданном диапазоне.

## Недостатки
- Пропускная способность сети по электропроводке делится между всеми её участниками (используется топология сети «общая шина»).
- Иногда требуются специальные совместимые сетевые фильтры и ИБП. Сигнал может существенно ослабляться, проходя через многие сетевые разветвители-фильтры.
- На качество, скорость и надёжность связи оказывают отрицательное влияние электробытовые приборы (энергосберегающие лампы, импульсные блоки питания, зарядные устройства, выключатели освещения и т. п. и т. д.). В результате наблюдается снижение скорости от 5 до 50 %.
- На качество, скорость и надёжность связи оказывает отрицательное влияние исполнение/топология/качество электропроводки, тип/режим/мощность бытовых электроприборов и устройств, наличие скруток. В результате наблюдается снижение скорости передачи данных до полного пропадания сигнала.
- Уязвима для сигналов от радиопередающих устройств коротковолнового (КВ) диапазона, в том числе и устройств службы любительской радиосвязи.
- Не может серьёзно рассматриваться как надёжная технология передачи данных ввиду уязвимости для помех из общих электросетей и несоответствия нормам по электромагнитной совместимости как по приёму (уязвимость для помех из электросети, от сигналов КВ передатчиков), так и по передаче сигналов (создание помех в электросеть и КВ-приёмникам).
- Создаёт помехи в коротковолновом диапазоне, что особенно чувствительно для службы любительской радиосвязи (ЛСР), учитывая, что ЛСР использует КВ-частоты исключительно на официальной и разрешительной основе в государственных органах, ЛСР имеет безусловный приоритет перед PLC.

Большинство указанных недостатков может быть исключено применением шумоподобных сигналов с большой базой с кодовым доступом к сети.